# Großdorf (Gemeinde Egg)
Großdorf (teilweise auch Grossdorf oder Egg-Großdorf) ist eine Ortschaft in der Marktgemeinde Egg im Bregenzerwald, einer Region des österreichischen Bundeslands Vorarlberg.

## Lage
Die Ortschaft liegt circa 100 Meter höher als das Egger Ortszentrum in etwa anderthalb Kilometer Luftlinie Entfernung östlich von diesem auf einem sanften Hügel. Großdorfs Ortszentrum gruppiert sich mit der Pfarrkirche hl. Josef und dem dominierenden ehemaligen Landammannhaus an der Landesstraße L29, der Großdorfer Straße, die in weiterer Folge von Egg in die nordöstliche Nachbargemeinde Lingenau führt. Dabei überquert die Großdorferstraße am Rande des Gemeindegebiets und der Ortschaft Großdorf über die Großdorfer Brücke das Tal der Subersach kurz vor deren Mündung in die Bregenzer Ach.

## Geschichte
Großdorf gehört zum ältesten Teil der Gemeinde Egg und wird im Ortszentrum sowohl durch alte Bauernhäuser als auch moderne Neubauten der 2010er-Jahre geprägt. Die erste Großdorfer Kapelle ist bereits vor 1687 datiert, womit sie auch eine der am frühesten nachgewiesenen Kapellen im Bregenzerwald ist. 1716 wurde diese Kapelle zur Pfarrkuratie erhoben. Von 1760 bis 1762 wurde die heutige, neue Kirche in Großdorf nach Plänen von Kaspar Waldner errichtet und 1770 eingeweiht. 1862 wurde diese in Richtung Westen erweitert, 1883 zur eigenständigen Pfarrkirche erhoben, was sie bis heute geblieben ist. Die Pfarre Großdorf ist damit von der Pfarre Egg weitestgehend unabhängig. Vom 1902 eröffneten Bahnhof Egg an der Bregenzerwaldbahn profitierte auch Großdorf wirtschaftlich stark. 

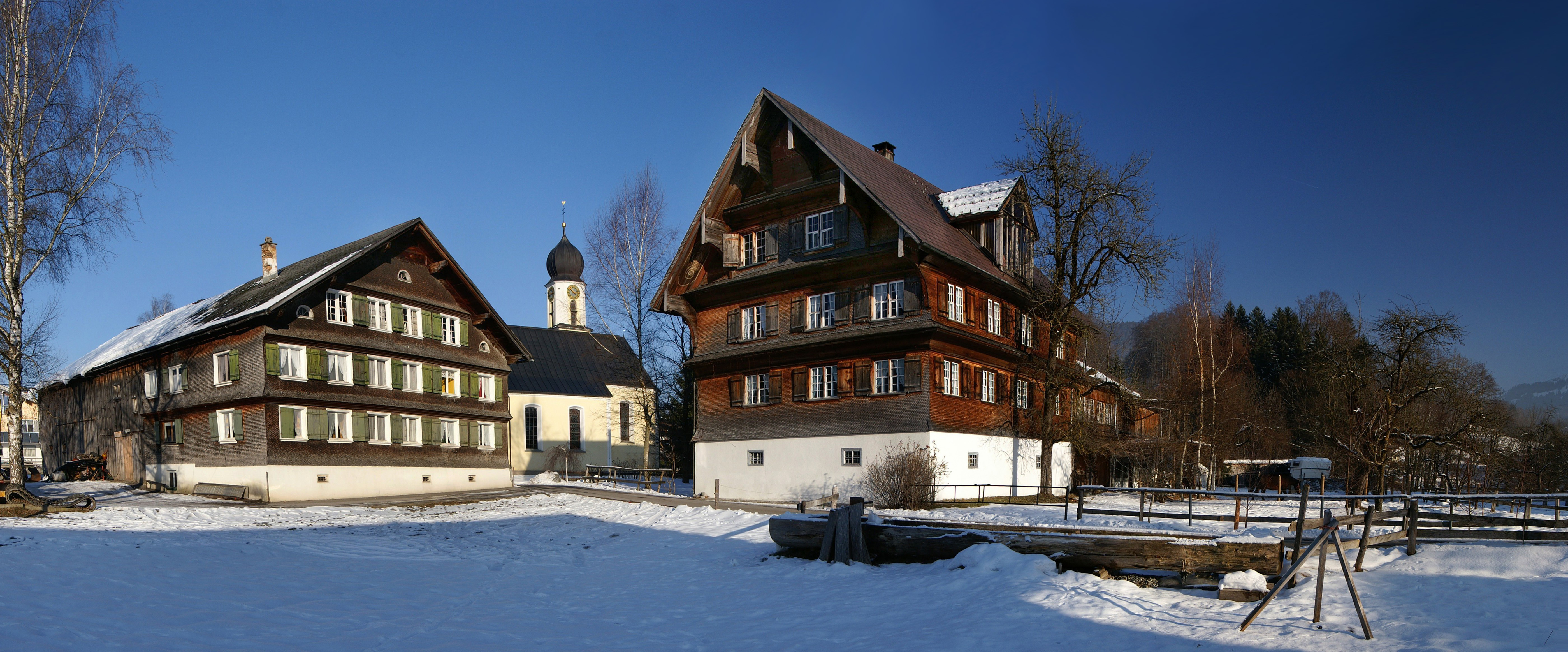
Panorama des Großdorfer Ortszentrums mit Landammannhaus (rechts) und Pfarrkirche

In der sogenannten „Wälder Bauernrepublik“, also während der Ausübung der Hoch- und Blutgerichtsbarkeit durch die Bregenzerwälder Stände im Rahmen des Gerichts Innerbregenzerwald ab 1390 bis ins 18. Jahrhundert, hatte der gewählte Landammann seinen Amtssitz im Landammannhaus im Großdorfer Ortszentrum. Auch das Gericht, das Gefängnis und die Richtstätte („Galgenbühel“) der Wälderrepublik befanden sich zu Beginn in Egg bzw. Großdorf (später in Bezau), während politisches Zentrum mit dem Rathaus die Bezegg in der Nachbargemeinde Andelsbuch war.
Heute ist Großdorf ein weitgehend eigenständiger Ortsteil der Marktgemeinde Egg mit eigenem Kindergarten, Volksschule, Pfarre und Ortsfeuerwehr. 1141 Einwohner leben in Großdorf (Stand 1. Jänner 2024). Für Probleme sorgt schon seit Jahren die Straßenführung der stark befahrenen Landesstraße L29, die direkt durch das enge Ortszentrum von Großdorf führt und eine wichtige Verbindung zwischen den Gemeinden Egg und Lingenau darstellt.